# Jean-Pierre Haigneré
Jean-Pierre Haigneré (Parijs, 19 mei 1948) is een Frans voormalig ruimtevaarder. Haigneré’s eerste ruimtevlucht was Sojoez TM-17 en vond plaats op 1 juli 1993. Het was de zeventiende Russische expeditie naar het ruimtestation Mir en maakte deel uit van het Sojoez-programma.
In totaal heeft Haigneré twee ruimtevluchten op zijn naam staan. Tijdens zijn missies maakte hij één ruimtewandeling. In 2003 verliet hij ESA en ging hij als astronaut met pensioen. Hij is getrouwd met voormalig astronaute Claudie Haigneré.